# Лиознер, Софья Абрамовна
Софья Абрамовна Лиознер-Каннабих (16 (3) февраля 1876, Витебск — 1968) — психиатр, одна из первых женщин-психиатров дореволюционной России, жена психиатра Ю. В. Каннабиха.

## Биография
Софья Лиознер родилась в Витебске в 1876 году.
В 1894 году, не имея возможности получить высшее образование в Российской Империи, она уехала в Париж, где училась в Сорбонне. Затем она продолжила обучение на медицинском факультете в университете Монпелье. В 1903 Софья Лиознер защитила диссертацию на тему «Об операционной маске» и получила предложение о работе в Алжире, но отказалась от него и вернулась в Россию.
В России Лиознер работала земским врачом в Звенигородском земстве, а затем, «подучившись» в Санкт-Петербурге, сдала экзамен на звание врача. Во время визита в Петербург у неё вновь появился интерес к психиатрии, который она впервые проявила ещё в студенческие годы, поэтому после получения русского диплома врача она начала работать в частной психиатрической лечебнице Левенштейна. Там она работала, в частности, вместе с Е. К. Краснушкиным. Участвовала в Первом съезде Союза русских психиатров и невропатологов в 1911 году.
После 1917 года Софья Лиознер заведовала санаторием «Покровское-Стрешнево». В последующие годы в санатории под её руководством проводились разные формы терапии психических заболеваний: трудотерапия, культурная терапия, психотерапия. Совместно с мужем описала симптом Каннабиха — Лиознер — псевдогаллюцинации в виде беззвучных окликов, принадлежащих совершенно незнакомым лицам, и обращений к больным по уменьшительному имени.
Похоронена на Новодевичьем кладбище.